# Танакросс

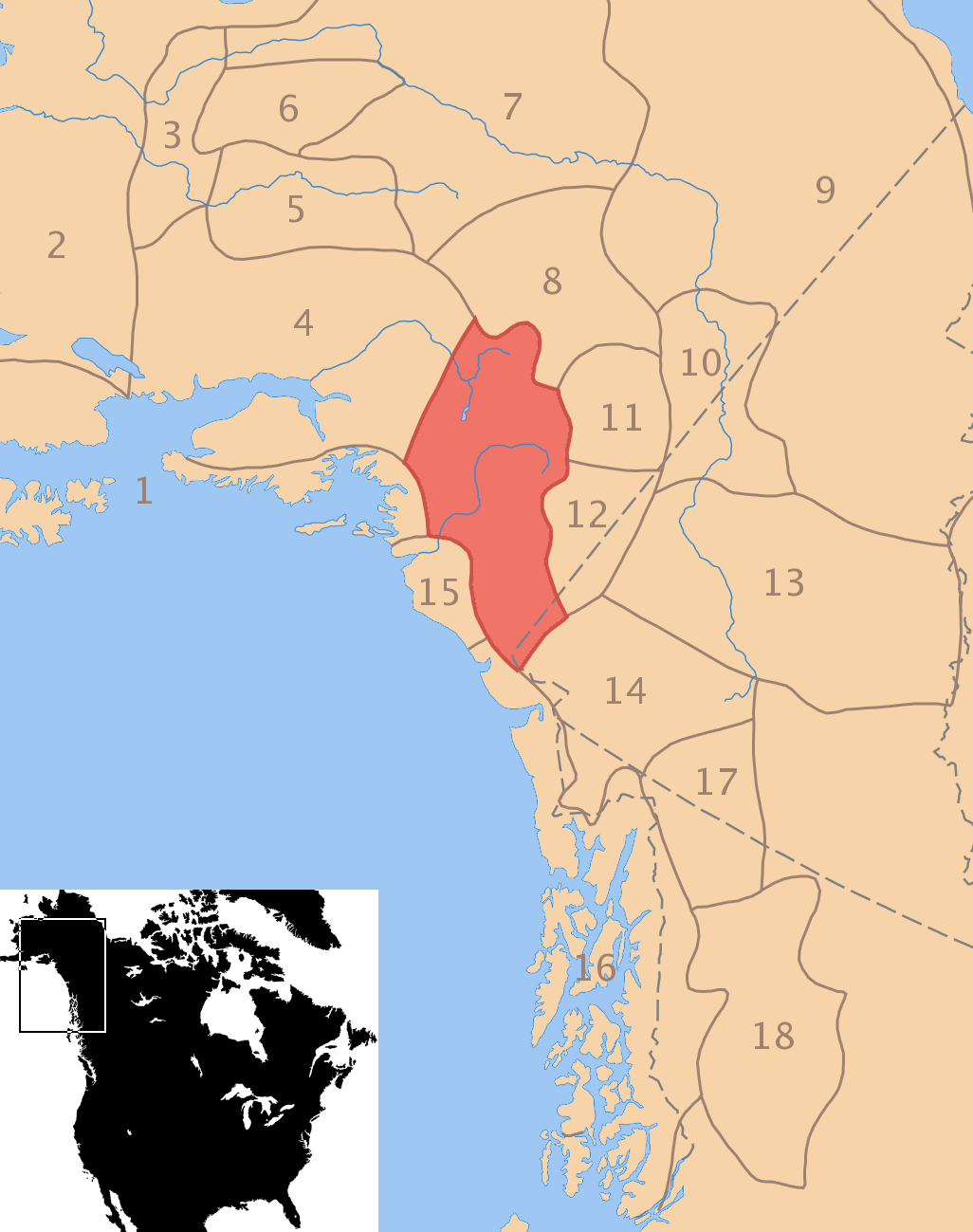
Ареал распространения языка

Танакросс (Tanacross, Transitional Tanana) - вымирающий атабаскский язык, на котором говорит народ танакросс, проживающий у рек Верхняя Танана, Дот-Лейк, Танакросс, Ток и Хили-Лейк на востоке штата Аляска в США. Имеет маленькую диалектную разновидность: диалекты мэнсфилд-кетчумстукский и хили-лейкский. Практический алфавит на латинской основе был создан в 1973 году, который иногда преподавали в школе. В 1970-х годах был признан как отдельный язык.